# Christopher Stubbs

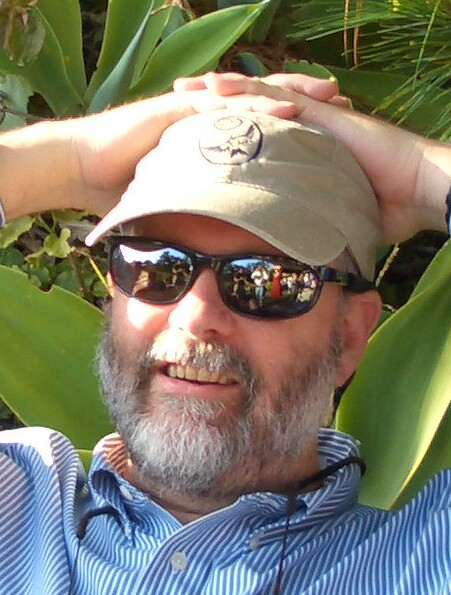
Christopher Stubbs, 2011

Christopher Stubbs (* 12. März 1958 in Frankfurt am Main) ist ein Experimentalphysiker und Samuel C. Moncher Professor für Physik und Astronomie an der Harvard University. Hier forscht er an der Schnittstelle zwischen Teilchenphysik, Kosmologie und Gravitationsforschung.

## Ausbildung und Karriere
Stubbs besuchte die Iranzamin International School in Teheran und studierte Physik an der University of Virginia mit einem Bachelor-Abschluss 1981. Er promovierte 1988 an der University of Washington (Zusammenarbeit mit Eric Adelberger). Anschließend ging er an die University of California in Berkeley und 1991 nach Santa Barbara, wo er zuletzt Associate Professor war. 1994 wechselte an die University of Washington, wo er 1998 ordentlicher Professor (Full Professor) für Physik und Astronomie wurde. Seit 2003 ist er Professor an der Harvard University.

## Auszeichnungen
- Packard Fellow
- 1993: Sloan Research Fellow[1]
- 1996: NAS Award for Initiatives in Research von der National Academy of Sciences
- 1999: Fellow der American Physical Society
- 2001: Namensgeber für den Asteroiden (11713) Stubbs
- 2007: Gruber-Preis für Kosmologie (gemeinsam mit dem High-z Supernova Search Team, siehe: Supernova Cosmology Project)